# 超·殺人事件 推理作家的苦惱
《超・殺人事件 推理作家的苦惱》是日本作家東野圭吾的短篇推理小說集，共收錄了八個短篇故事。2001年新潮社發行了單行本，2004年又發行了新潮文庫版。

## 出版書籍
| 出版社       | 出版日期      | 格式   | 頁數  | ISBN                   | 譯者   |
| ------------ | ------------- | ------ | ----- | ---------------------- | ------ |
| 新潮社       | 2001年6月     | 單行本 | 241頁 | ISBN 978-4-10-602649-2 | 不適用 |
| 新潮社       | 2004年4月24日 | 文庫本 | 301頁 | ISBN 978-4-10-139522-7 | 不適用 |
| 商周出版社   | 2006年6月19日 | 平裝書 | 256頁 | ISBN 978-986-124-676-5 | 張智淵 |
| 獨步文化     | 2010年4月2日  | 平裝書 | 248頁 | ISBN 978-986-695-446-7 | 張智淵 |
| 南海出版公司 | 2011年7月     | 平裝書 | 227頁 | ISBN 978-754-425320-8  | 計麗屏 |

## 評價
- 2001年 「週刊文春推理小說 Best 10」　第8名
- 2002年 「這本推理小說真厲害！」　第5名
- 2002年 「本格推理小說 Best 10」　第24名

## 故事簡介
本作收錄了八篇既諷刺又爆笑的「推理文壇大小牌現形記」：面臨報稅危機的推理作家、煩惱筆下偵探最終該如何收尾的推理作家、被要求將故事篇幅加巨的推理作家……東野圭吾針對日本出版界的現況提出質疑，是令人捧腹大笑的辛辣短篇集。

### 超稅金對策殺人事件
- 原題：

主人公作為推理小說家開始獲得成功，但他在消費的時候卻忘記了需要繳稅。於是他和身為會計師事務所所長的朋友濱崎五郎及妻子一起絞盡腦汁將消費項目編成小說裏面的情節，借此把消費項目申報成取材經費。

### 超理科殺人事件
- 原題：

身為理科教師的主人公在書店看到一本叫做《超理科殺人事件》的小說，於是買下並開始閱讀。書的內容充斥著科學的專門術語以及相關的複雜解說。主人公硬著頭皮讀下去，最後的內容竟與現實產生關連。

### 超猜兇手小說殺人事件（問題篇·解決篇）
- 原題：

不同出版社的四名編輯收到他們負責的同一個推理小說家的邀請前往他家，到達後小說家表示讓他們四人看一篇猜兇手小說，看完之後猜兇手是誰，最先猜中的人將可以獲得小說家的長篇新作小說的代理權。

### 超高齡化社會殺人事件
- 原題：

責任編輯收到了他負責的小說家連載中的小說原稿。但因為那位小說家如今已屆90高齡，以至於小說的內容出現嚴重的邏輯混亂和前後矛盾的描寫。沒辦法之下，編輯唯有把原稿大幅修改。然則高齡化的並不止作者本人。

### 超預告小說殺人事件
- 原題：

寂寂無名的推理小說家松井清史所寫的小說殺人情節在現實中被連續模仿犯案。從那天起，傳媒開始每天蜂擁採訪松井清史，其著作的小說也像坐了火箭似的開始暢銷。然而這時模仿小說情節犯案的兇手給他打來電話，要求松井小說裡的下一個遇害女性必須如他所說的死因而死，而他也會用相同手法在現實殺害一個女性。小說家在初嚐名利雙收的同時也遭到警方強大的壓力及良心的譴責。為求脫身，小說家以小說配合現實設計出一條妙計，然則人外有人。

### 超長篇小說殺人事件
- 原題：

因最近長篇小說的風潮盛行，身為推理小說家的主人公也受責任編輯拜托，增加連載小說的篇幅。為了引起註目，主人公不得已開始創作三千張原稿紙的超長篇小說。為達成目標，編輯讓主人公在書中加入冗長描寫、相關冗餘資訊、頻繁換行，甚至加厚印刷用紙及封面厚度。然而其競爭對手也採用了相同手段。編輯終於使出了出奇致勝的招式達成目的。

### 魔風館殺人事件
- 原題：

推理小說家正在撰寫其首次連載的小說《魔風館殺人事件》的最終回。然而想到哪寫到哪的小說家卻為如何為小說收尾而焦慮萬分。最終，小說家的結局成為小說的結局。

### 超讀書機器殺人事件
- 原題：

正在為撰寫書評而煩惱的書評家門馬某天被推銷一臺名為「自動書評撰寫機」的機器。據說這臺機器無論是什麽小說都能閱讀，並能夠輸出概要、感想，甚至是贊揚或辛辣批判的書評也可以辦到。認真寫作的作家對此非常不以為然，但機器製造商自有對策。

## 電視劇
小說的第一個短篇《超稅金對策殺人事件》（超税金対策殺人事件）被改編成電視劇。
是富士電視台製作的電視劇「世界奇妙物語」系列之一，收錄在 第365話 裡，2003年3月23日播出，全長約22分鐘。
編劇：橋本裕志
：村上正典
主演：
- 主人翁：西村雅彥
- 主人翁的妻子：大塚寧々